# Léon Gandillot
Léon Gandillot, född den 25 januari 1862 i Paris, död den 21 september 1912 i Neuilly-sur-Seine, var en fransk dramatiker. 
Gandillot debuterade 1886 med en vådevill i fem akter, Les femmes collantes, som hade stor framgång, och skrev en mångfald komiska pjäser, varigenom han förvärvade stor popularitet. Bland hans dramer kan nämnas La mariée récalcitrante (1889), La course aux jupons (1890), L'enlèvement de Sabine (samma år), Ferdinand le noceur (samma år), De fil en aiguille (1891), Le bonheur à quatre (samma år), La tournée Ernestin (1892), Le sous-préfet de Chateau-Buzard (1893), Les dames du Plessis-rouge (1894), Associés! (samma år), La cage aux lions (1895), La tortue (1896), La villa Gaby (samma år; "Villa Gaby", 1897) och L'amorceur (1898), Zigomar (1900). Han skrev dessutom Vers amoureux (1887), romanen Les filles de Jean de Nivelle (samma år) och Contes à la Lune (1888).